# Stichopogon angustifrons
Stichopogon angustifrons är en tvåvingeart som beskrevs av Oskar Theodor 1980. Stichopogon angustifrons ingår i släktet Stichopogon och familjen rovflugor.
Artens utbredningsområde är Israel. Inga underarter finns listade i Catalogue of Life.